# Lili Stevens
Liliane Francisca Irène Stevens (Herentals, 1 december 1960), beter bekend onder haar roepnaam Lili Stevens, is een Belgisch politica voor de CD&V.

## Biografie
Ze werd geboren in Herentals en groeide op in Heist-op-den-Berg. Daar doorliep ze tevens haar secundaire school in de Mariaboodschapshumaniora. Vervolgens studeerde ze voor regent wiskunde, chemie en fysica aan de Rijksnormaalschool van Lier.  In 1988 stond ze voor het eerst op een kieslijst, waarna ze verkozen werd tot gemeenteraadslid te Heist-op-den-Berg voor de toenmalige CVP. Dit mandaat bekleedde ze tot 1994, toen ze de overstap maakte naar de Antwerpse provincieraad. In 2000 werd ze voor het eerst verkozen in de gemeente Duffel als gemeenteraadslid. In 2004 nam ze halfweg de legislatuur een schepenambt op dat ze behield tot aan de gemeenteraadsverkiezingen van 2012. Sinds 2013 is ze eerste ondervoorzitter van de Antwerpse provincieraad. Tevens is ze actief als lerares wiskunde en wetenschappen in het buitengewoon secundair onderwijs (BuSO) en zetelde ze in de raad van bestuur van de Plantijn Hogeschool en IGEMO.
Na de gemeenteraadsverkiezingen van 2018 werd Stevens eerste schepen in Duffel.
Ze is gehuwd en heeft drie kinderen.